# 高品町
高品町（たかしなちょう）は、千葉県千葉市若葉区の町名。郵便番号は264-0024。

## 地理
若葉区貝塚町、都賀、原町、東寺山町、西都賀、中央区祐光、東千葉に隣接している。かつては都賀駅付近に飛地が存在していたが、2010年の住居表示実施に伴い都賀3丁目に編入された。

### 河川
- 東寺山排水路

### 地価
住宅地の地価は2017年（平成29年）の公示地価によれば高品町1595番2の地点で8万7000円/m2となっている。

## 世帯数と人口
2017年（平成29年）9月30日現在の世帯数と人口は以下の通りである。
| 町丁   | 世帯数    | 人口    |
| ------ | --------- | ------- |
| 高品町 | 2,418世帯 | 5,434人 |

## 小・中学校の学区
市立小・中学校に通う場合、学区は以下の通りとなる。
| 番地                             | 小学校                   | 中学校             |
| -------------------------------- | ------------------------ | ------------------ |
| 38～54 1056～1082 1087 1318 1352 | 千葉市立北貝塚小学校     | 千葉市立貝塚中学校 |
| 899-1                            | 千葉市立みつわ台南小学校 | 千葉市立椿森中学校 |
| その他                           | 千葉市立院内小学校       | 千葉市立椿森中学校 |

## 交通

### 鉄道
- JR総武本線

### 道路
- 京葉道路
- 国道16号
- 千葉県道64号千葉臼井印西線

## 施設
- 高品城跡